# 1878 na literatura

## Eventos
- Publicado o romance A noite na taverna, de Álvares de Azevedo
- Publicado o romance O Primo Basílio, de Eça de Queirós

## Nascimentos
| Data           | Nome                         | Profissão                       | Nacionalidade        | Observações | Ref |
| -------------- | ---------------------------- | ------------------------------- | -------------------- | ----------- | --- |
| 12 de janeiro  | Celso Vieira                 | escritor                        | Brasil               | m. 1954     |     |
| 26 de janeiro  | Afonso Lopes Vieira          | poeta                           | Portugal             | m. 1946     |     |
| 20 de abril    | Joaquim Nunes Claro          | médico e escritor               | Portugal             | m. 1949     |     |
| 24 de julho    | Edward John Plunkett Dunsany | escritor                        | Inglaterra / Irlanda | m. 1957     |     |
| 20 de setembro | Upton Sinclair               | escritor                        | Estados Unidos       | m. 1968     |     |
| 15 de outubro  | Alcides Maya                 | jornalista, escritor e político | Brasil               | m. 1944     |     |

## Mortes
| Data        | Nome                                    | Profissão             | Nacionalidade | Observações | Ref |
| ----------- | --------------------------------------- | --------------------- | ------------- | ----------- | --- |
| 29 de junho | António Augusto Teixeira de Vasconcelos | escritor e jornalista | Portugal      | n. 1816     |     |